# Funga

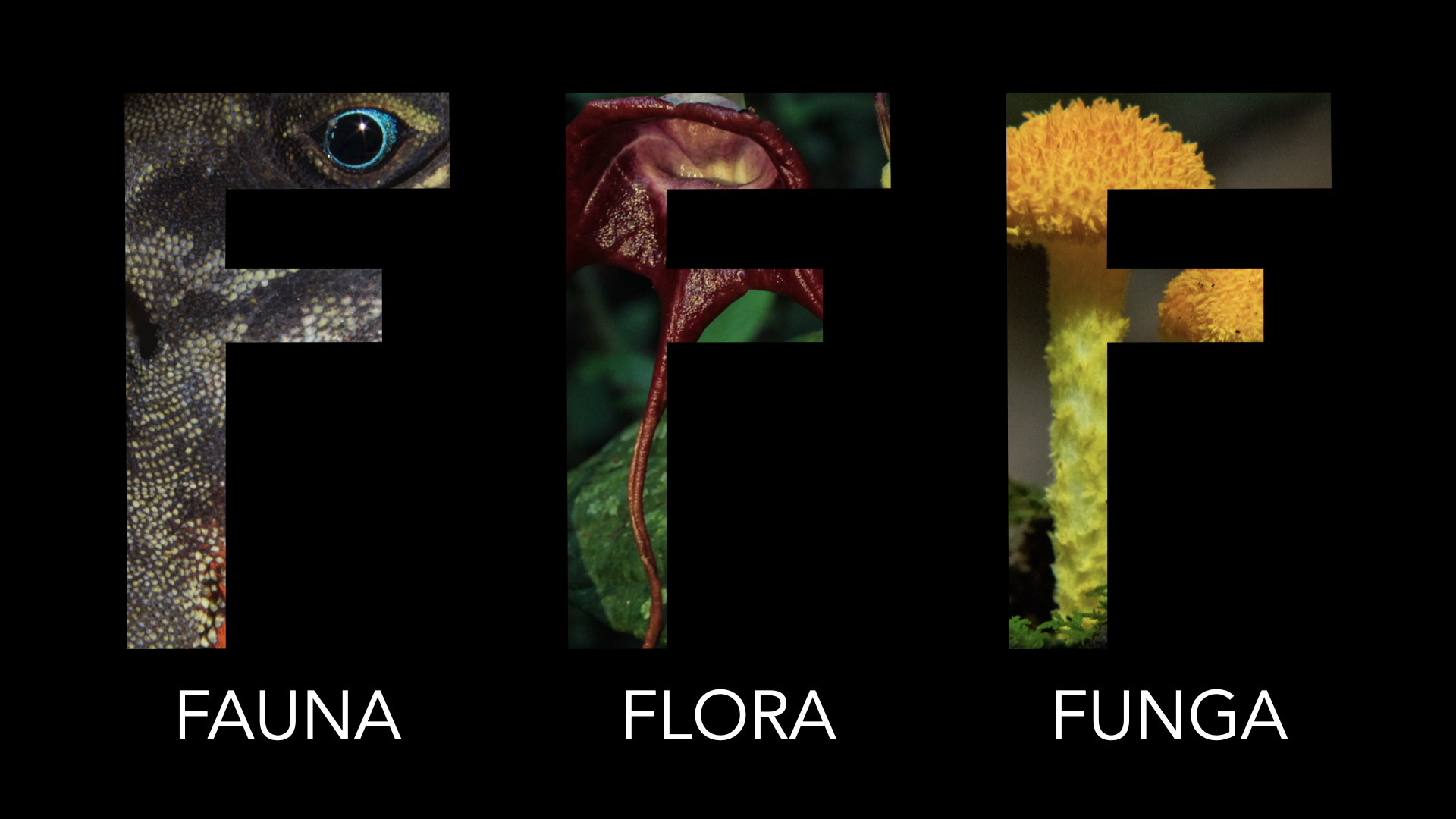
Propuesta de las 3 F: Flora, Fauna y Funga

La palabra Funga es un término utilizado para referirse al conjunto de especies de hongos presentes en un sitio en particular (p. ej. La Funga de México), y se le considera paralelo a los conceptos de flora y fauna. Fue empleado en primera instancia por Gravesen, para referirse a las especies de hongos asociadas a un nicho ecológico específico. No obstante, el término sería propuesto formalmente por Kuhar, Furci, Drechsler-Santos y Pfister, quiénes delimitarían su actual significado.
Este término es de suma importancia en materia de conservación, ya que otorga un lugar único a los hongos dentro de la diversidad biológica, e independiza a la micología de la botánica y zoología, evitando la inclusión de las especies fúngicas dentro de la flora o fauna.

## Historia

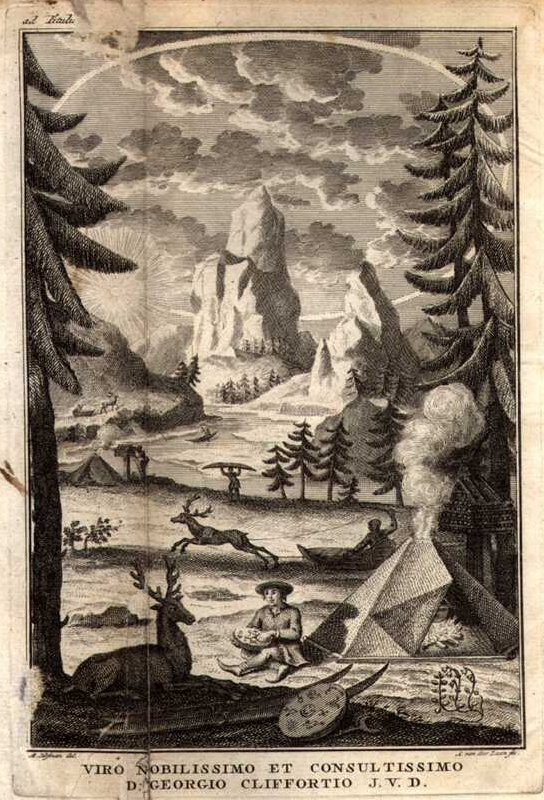
Portada de Flora Lapponica

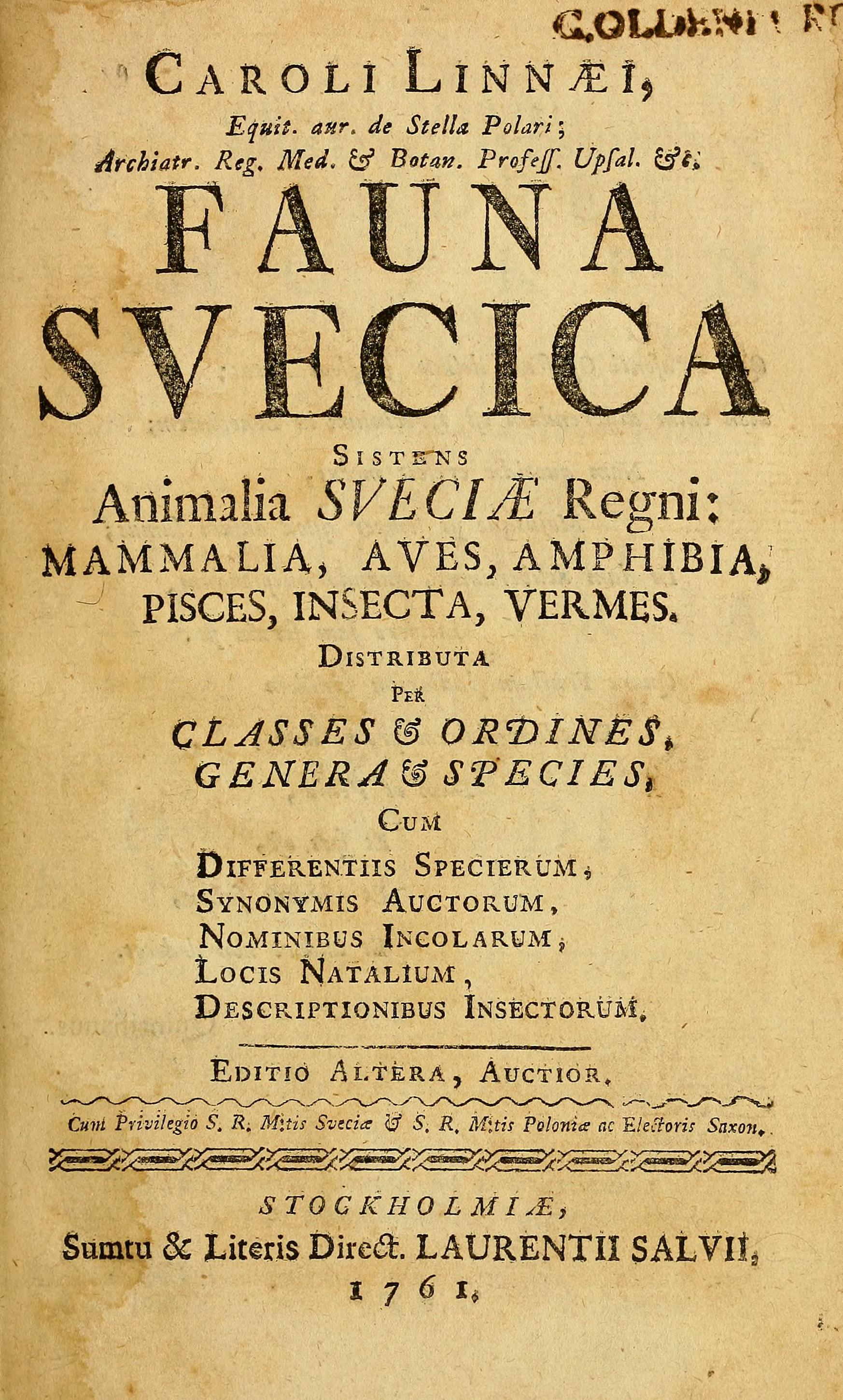
Portada de Fauna Svecica

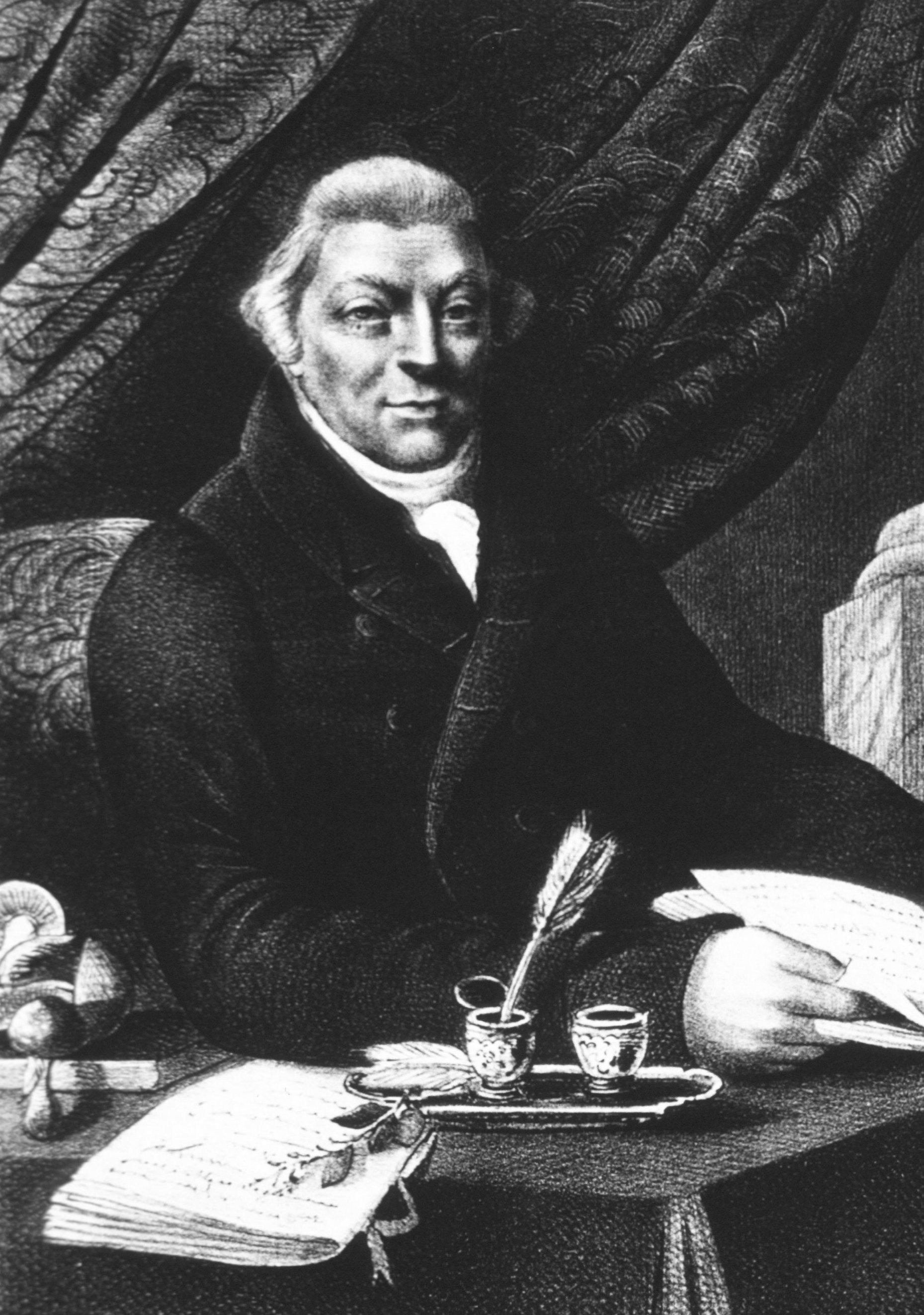
Jean-Jacques Paulet (1740-1826), micólogo francés que separó por primera vez al estudio de los hongos del de plantas

Desde el primer tercio del siglo XVIII, los términos de "fauna" y "flora" han sido ampliamente utilizados para compilar a las especies de animales y plantas respectivamente de algún sitio, existiendo evidencia de esto en obras de Linneo, tales como "Flora Lapponica", publicada en 1737, y "Fauna Svecica" publicada en 1746. Sin embargo, no existen antecedentes antiguos sobre el uso de un concepto semejante para los hongos, pues en un principio eran considerados dentro de los tratados botánicos. El primer intento por separar a los hongos de las plantas sería dado por Jean-Jacques Paulet, quien en 1775 acuñaría en su obra "Traité complet sur les champignons" la palabra "Mycologie"  para referirse a la rama de la botánica encargada del estudio de los hongos. Por su parte, Christiaan Hendrik Persoon introduciría en 1797 el término "Fungorum" en su tratado clásico "Tentamen dispositionis methodicae fungorum" para hacer alusión a los hongos en plural. Ambos términos serían usados a lo largo del siglo XIX, en obras clásicas como "Systema mycologicum" de Elias Magnus Fries (1821) y "Sylloge fungorum omnium husque cognitorum" de Pier Andrea Saccardo (1892). De igual manera Miles Joseph Berkeley populariza el concepto propuesto por Paulet, logrando así afianzar en el quinto volumen de "The English Flora" (1836) a la palabra micología como la ciencia del estudio de los hongos, designando también el término de "micólogo" a todo aquel científico dedicado a la micología. Cabe resaltar que hasta ese momento, aun cuando existía la noción de que los hongos eran sumamente distintos a las plantas, siempre se les consideró como un grupo extraño dentro de las mismas. 

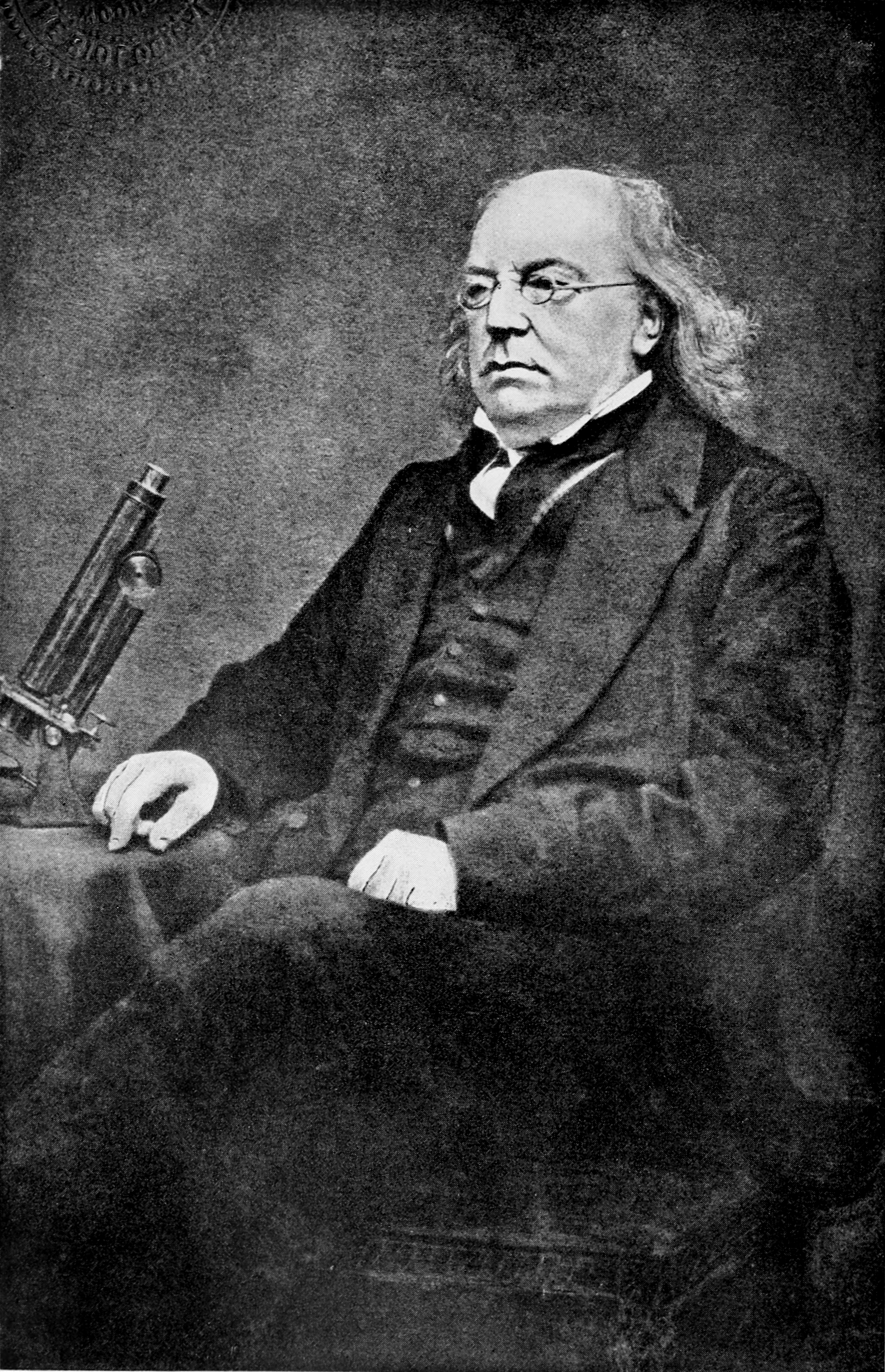
Miles Joseph Berkeley (1803–1889), micólogo y botánico británico que acuñaría los términos de "micología" y "micólogo"

No sería hasta 1969 cuando gracias a Robert Whittaker, los hongos serían finalmente separados en sentido filogenético, sistemático y taxonómico de las plantas, ubicándoles en un reino individual, nombrado como "Fungi". No obstante, dicho nombre correspondería únicamente a la identidad taxonómica del conjunto que conforman todos los hongos existentes dentro del árbol de la vida, ya que es estrictamente para fines taxonómicos, y no puede aplicarse para señalar la comunidad de hongos de algún sitio (p. ej. "Fungi de México" sería incorrecto). Debido a esto se comenzaron a utilizar términos como "Mycoflora" o "Mycobiota" para solventar esta carencia, encontrando así títulos contemporáneos clásicos que hacen uso de dichos conceptos, tales como "Mycoflora Australis" de Rolf Singer (1969), o "Los hongos de El Edén Quintana Roo: Introducción a la micobiota tropical de México" de Gastón Guzmán (2003). De cualquier manera, ninguno de estos términos fue adoptado de manera generalizada y el debate por la búsqueda de un mejor término permaneció entre los micólogos, principalmente porque ambos conceptos resultaban demasiado técnicos y poco entendibles como para poder ser familiarizados por un público general, y además, en el caso de micoflora, se mantenía la concepción de que los hongos formaban parte del reino de las plantas. 

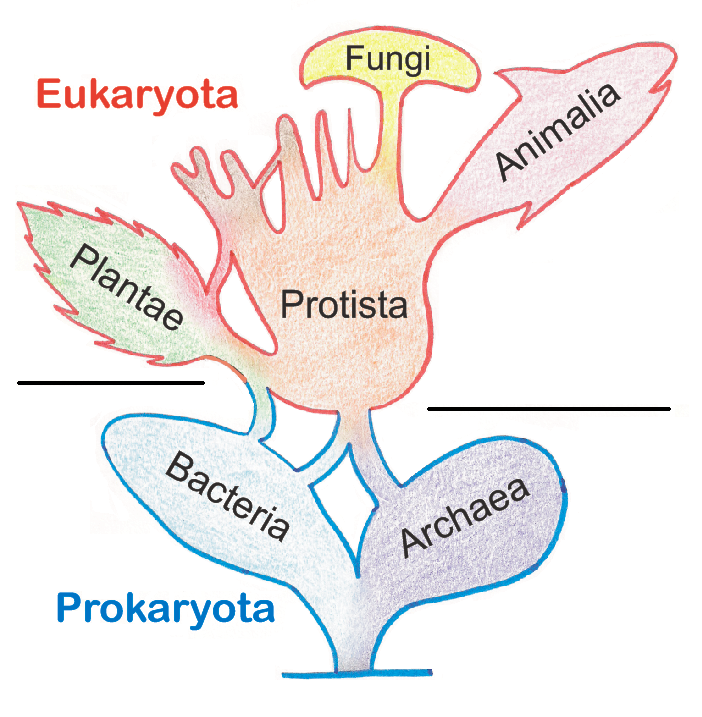
Whittaker separaría definitivamente en 1969 a los hongos de todos los demás seres vivos, creando para ello al reino Fungi

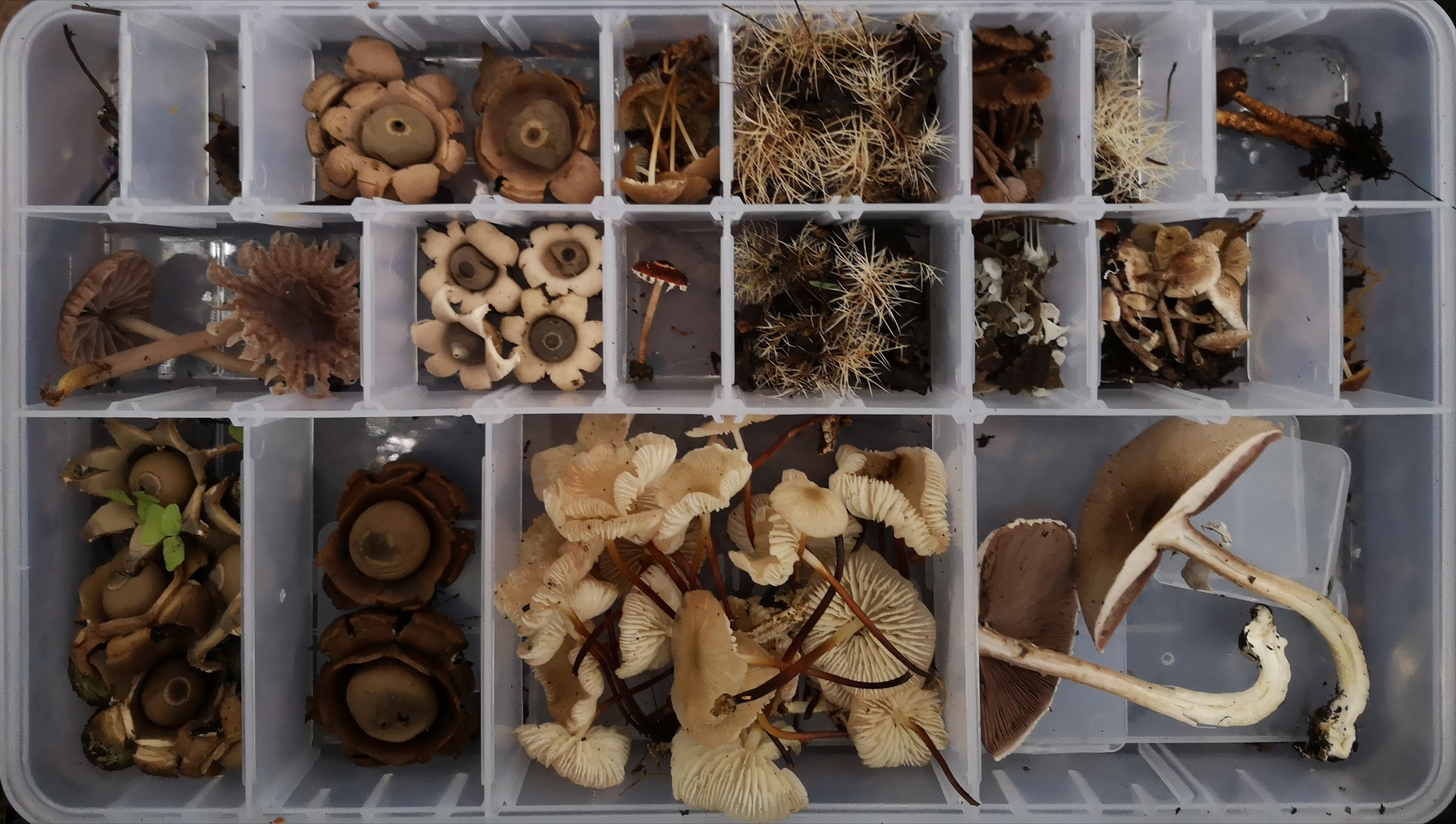
La Fundación Fungi propondría formalmente en 2018 el término "Funga" para referirse al conjunto de hongos de un sitio particular.

Es por lo anterior que en el año 2000, Suzanne Gravesen propondría finalmente un término exclusivo para los hongos que fuese el equivalente de flora y fauna, acuñando así el primer concepto de funga, el cual además presentaba una mejora con respecto a los anteriores, ya que no era una palabra compuesta, y era de fácil memorización. En aquella ocasión, Gravesen definió a la funga como aquellas especies de hongos vinculadas a un nicho ecológico particular, y le utilizó para enmarcar al conjunto de especies asociadas a material de construcción dañado por el agua. Empero, el término no se afianzó entre el gusto de la comunidad científica, pues únicamente fue utilizado en cinco publicaciones hasta antes de su proposición formal, la cual llegaría en el 2018, gracias a la iniciativa "Fauna, Flora & Funga" (FF&F), efectuada por un grupo de micólogos liderados por la Fundación Fungi. El término funga fue finalmente delimitado, en paralelo a fauna y flora, como la expresión concreta para denominar a la comunidad de hongos de un área particular, en una publicación de Kuhar, Furci, Drechsler-Santos y Pfister en la revista de la Asociación Internacional de Micología (IMA, por sus siglas en inglés)
Actualmente el uso de la palabra "funga" se ha popularizado no solamente dentro de la comunidad científica, sino que se ha expandido hacia el público general, ya que su validación ha sido acompañada por una gran cantidad de esfuerzos de divulgación científica para promover su uso, los cuales hacen hincapié en la importancia del concepto para promover la conservación de los hongos al mismo nivel que el de plantas y animales. Dentro de estos esfuerzos pueden destacarse aquellos hechos por la Fundación Fungi, quienes mediante el uso de redes sociales han masificado el alcance del concepto de funga y ayudaron a popularizarlo de manera sencilla y llamativa.

## Funga nativa e introducida
La funga de cualquier sitio o región está generalmente confeccionada por las condiciones bióticas y abióticas que presente su ambiente, tales como el clima, suelo, vegetación asociada, régimen de lluvias, humedad relativa, entre otras. No obstante, existen algunas especies de hongos que no necesariamente obedecen a esto, y su desarrollo en un sitio está determinado en realidad por causas antropogénicas. En este sentido, siguiendo los conceptos biogeográficos sobre la distribución de las especies, encontramos dos tipos de funga:
- Funga nativa: Aquellas especies de hongos que están presentes dentro de su zona de distribución original. Estas especies responden a las condiciones ecológicas predominantes en dicha región, y por ende, su presencia en la misma se debe a los procesos intrínsecos del ecosistema, o en otras palabras, a las condiciones que tenga el sitio sin que el ser humano intervenga. Los hongos incluidos en este rubro se les conoce como especies nativas. De igual manera, dentro del encuadre de la funga nativa hay diferentes tipos de especies, existiendo algunas con zonas de distribución muy restringida, hasta otras que pueden presentarse de forma natural en varias partes del mundo. De lo anterior se desprenden los siguientes conceptos de distribución de una especie nativa:[20]
  - Cosmopolita: amplia presencia por casi toda la tierra (p. ej. Leotia lubrica, registrada en todos los continentes[21][22][23]).
  - Continental: ocupan un solo continente (p. ej.; Leucoagaricus lilaceus,[24] reportada a lo largo de América desde el sur de Argentina hasta el norte de México[24][25][26]).
  - Regional: abarcan una sola región biogeográfica (p. ej. Ramaria araiospora, distribuida en la región neártica[27][28][29]).
  - Local: solo se conocen de una localidad (p. ej. Lactifluus chiapanensis,[30] únicamente registrada en la localidad tipo y alrededores, en la depresión central de Chiapas[31][30][32]).
  - Endémica: de distribución restringida, generalmente por factores intrínsecos particulares de su lugar de origen (p. ej. Amanita silvatica,[33] registrada en la península de Yucatán[34][13][35]).    - Leotia lubrica (especie cosmopolita)
    - Leucoagaricus lilaceus (especie continental)
    - Ramaria araiospora var. araiospora (especie regional)
    - Lactifluus chiapanensis (especie local)
    - Amanita silvatica (especie endémica)

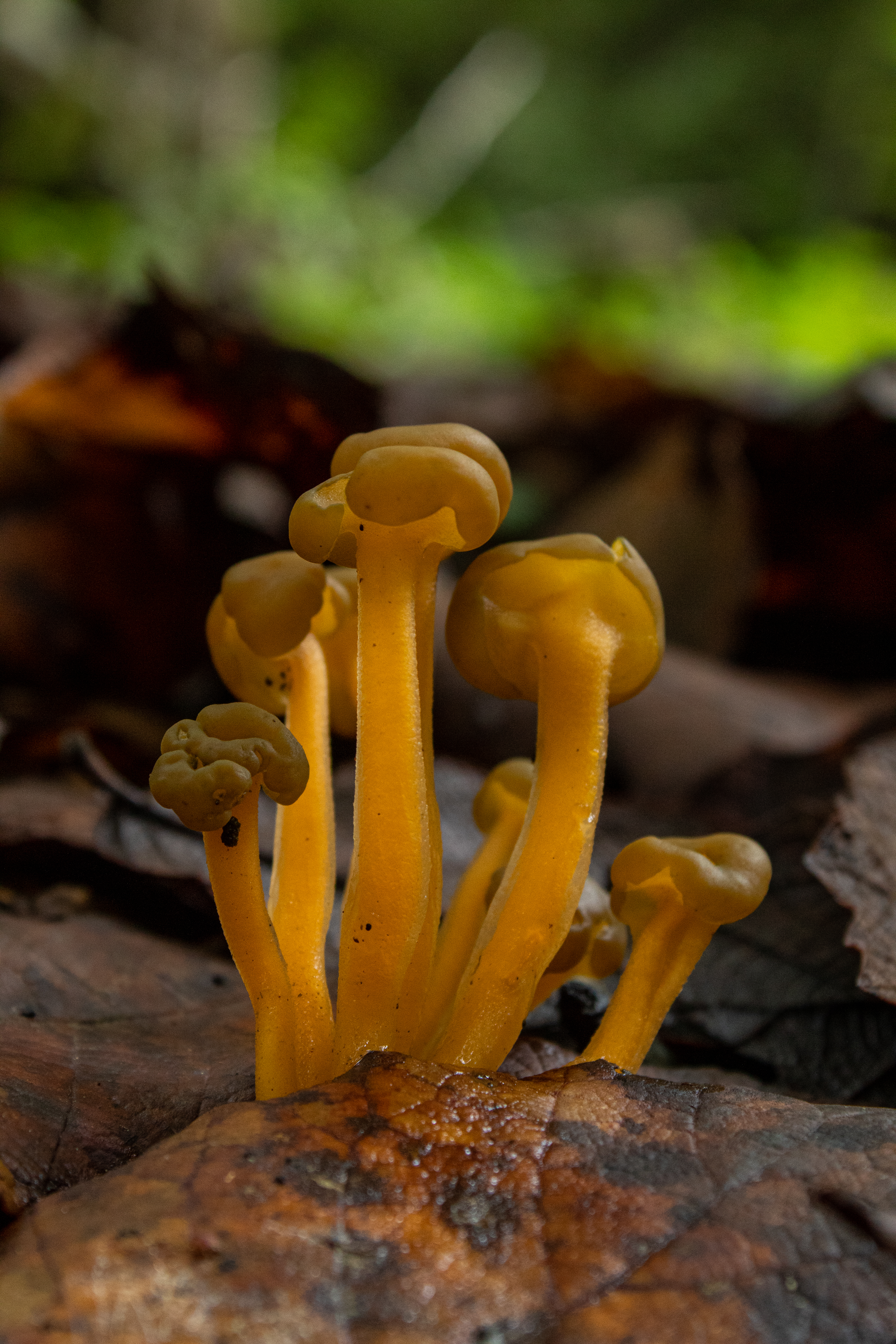
Leotia lubrica (especie cosmopolita)
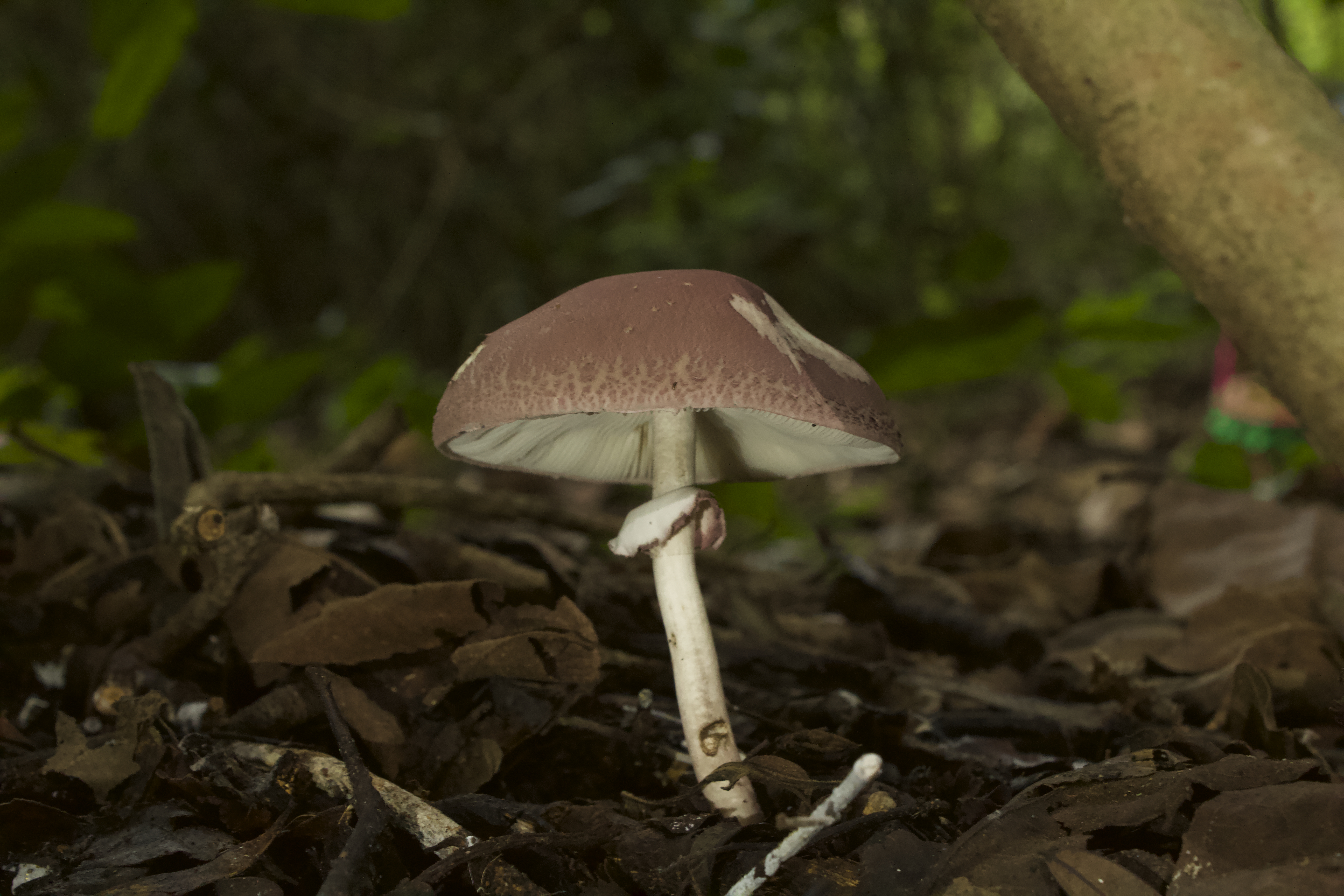
Leucoagaricus lilaceus (especie continental)
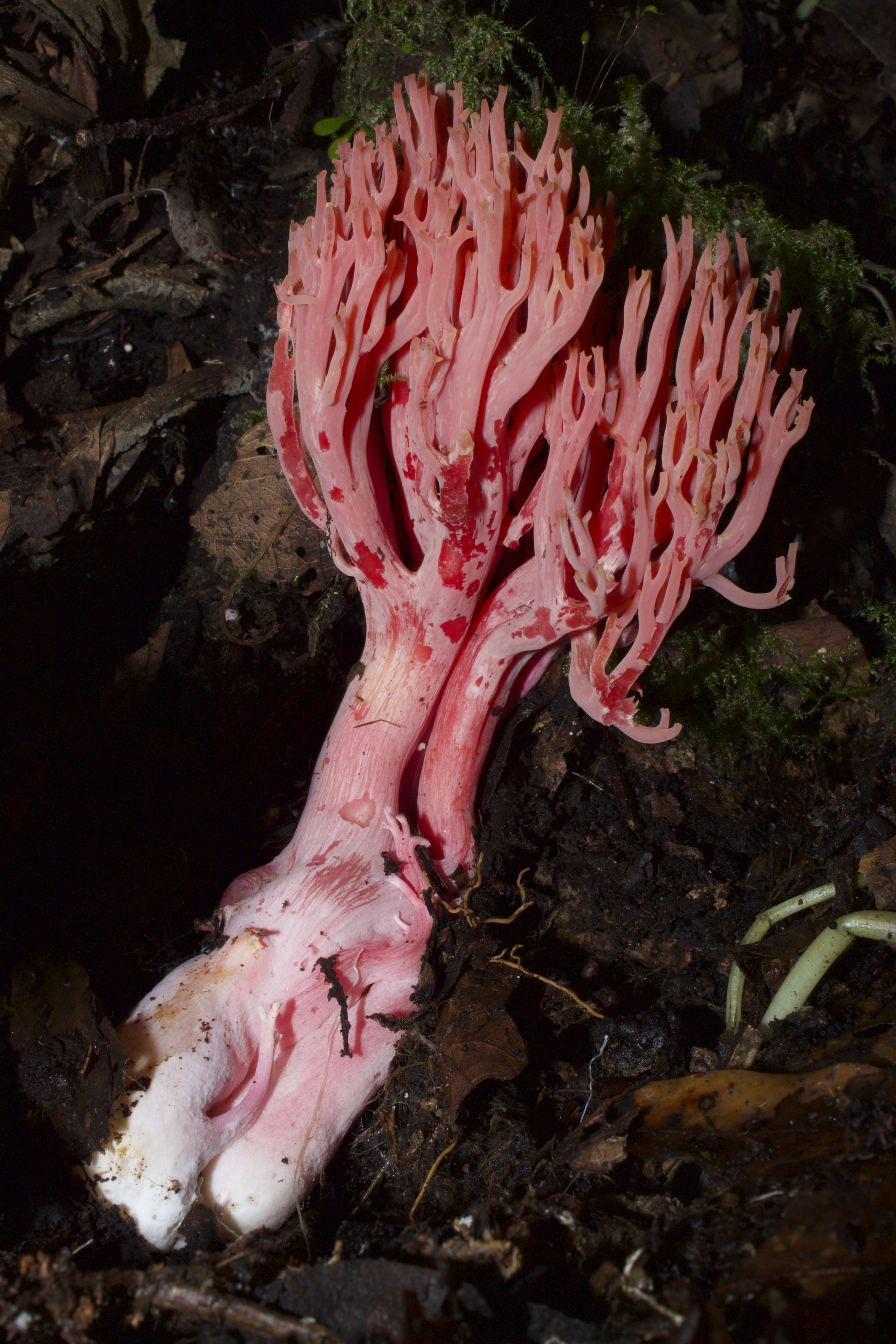
Ramaria araiospora var. araiospora (especie regional)
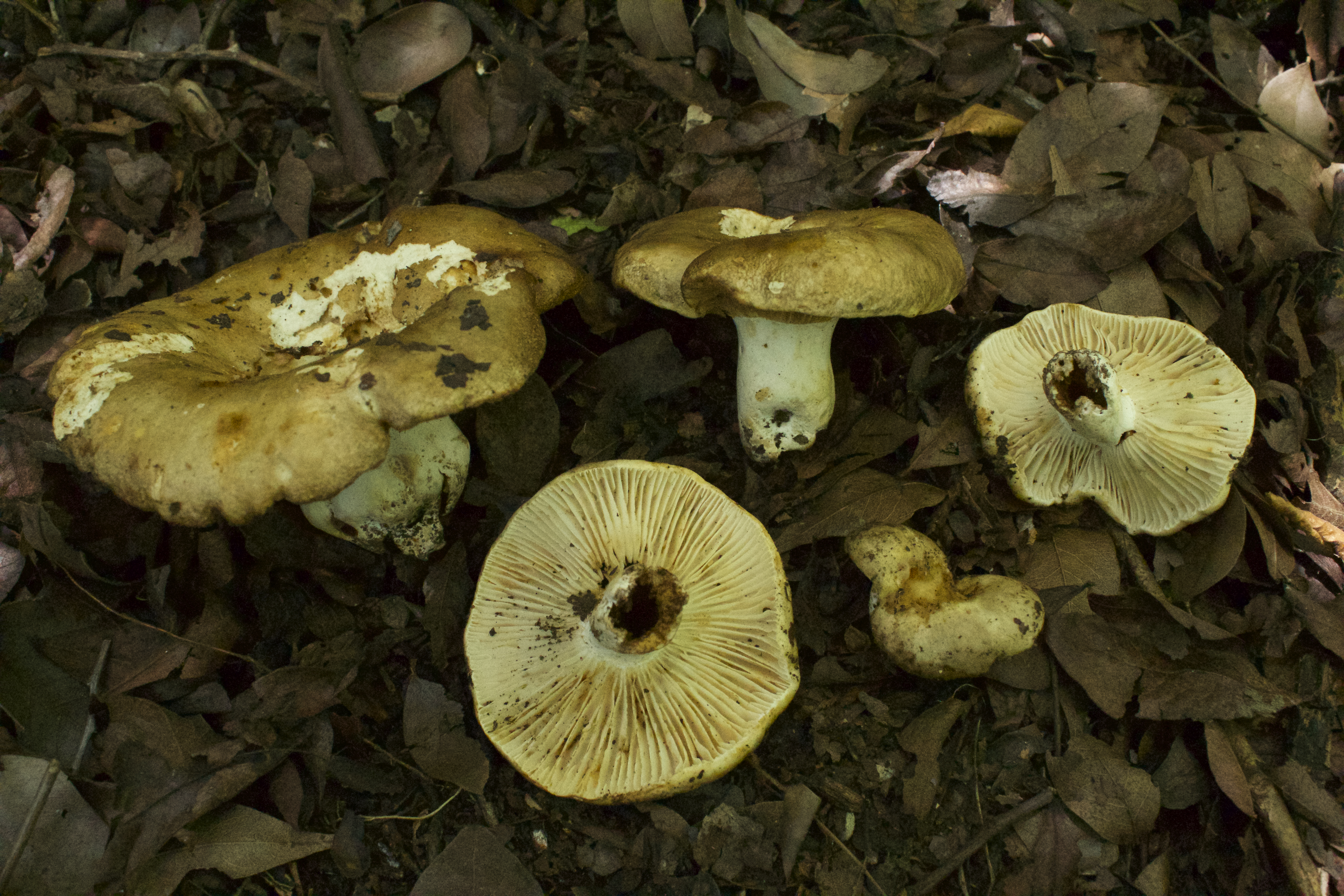
Lactifluus chiapanensis (especie local)
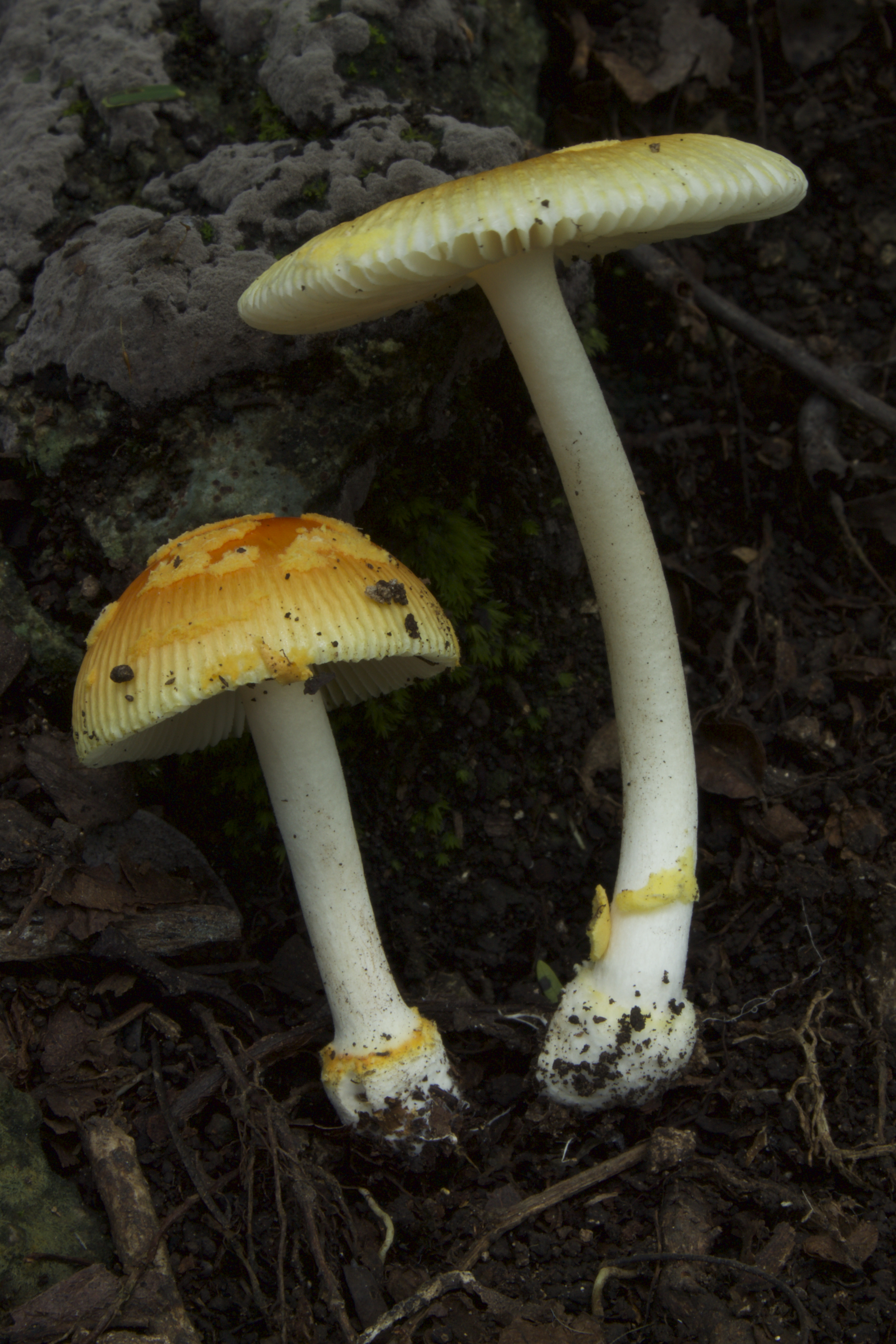
Amanita silvatica (especie endémica)

- Funga introducida: Aquellas especies de hongos que se encuentran fuera de su zona de distribución original, debido al transporte de sus individuos por el ser humano. Si bien las especies aquí incluidas no deben su presencia a los factores ambientales, pueden establecerse de manera óptima en un ambiente distinto al suyo. Los hongos de este rubro son conocidos como especies introducidas.  

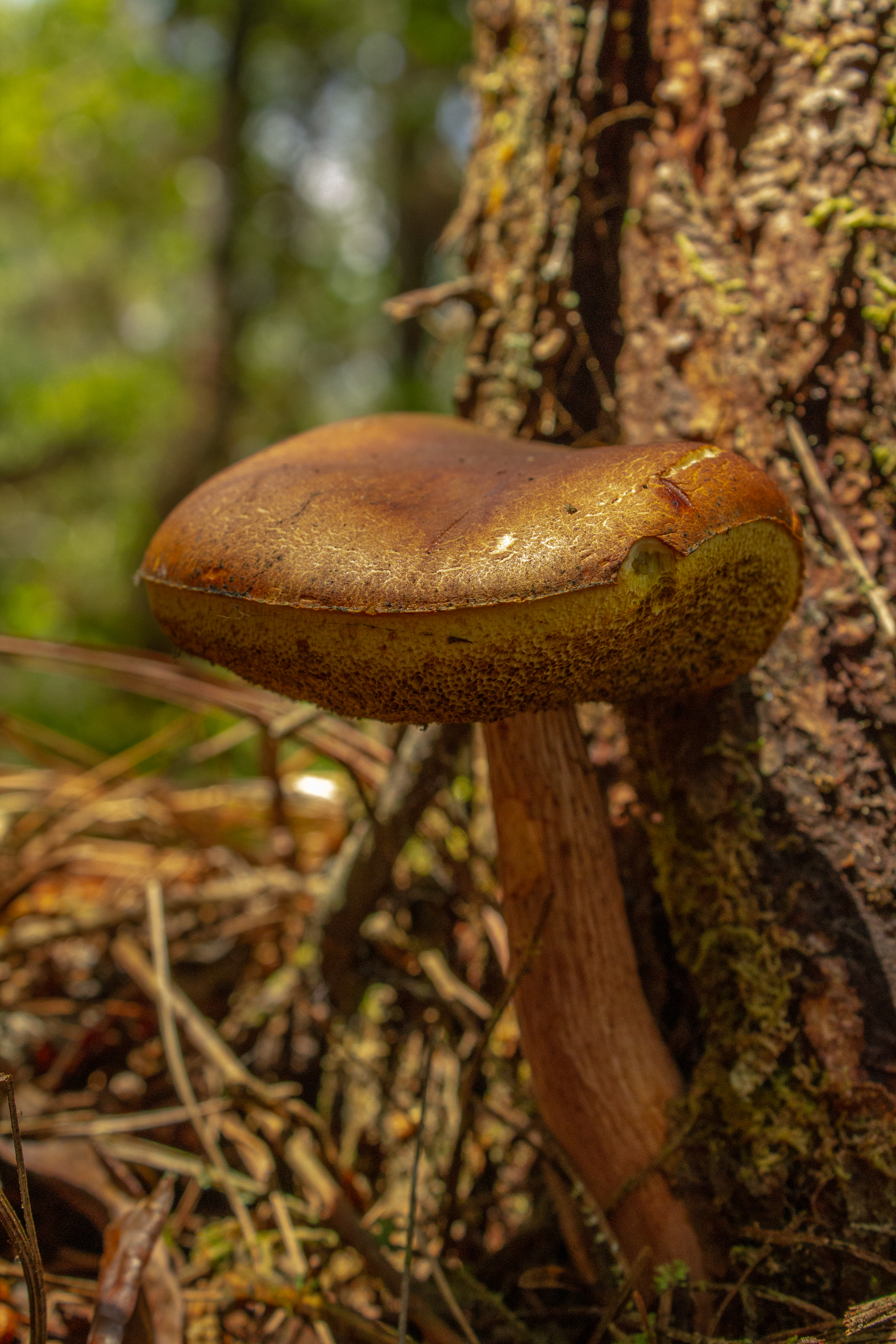
Aureoboletus projectellus (especie exótica)
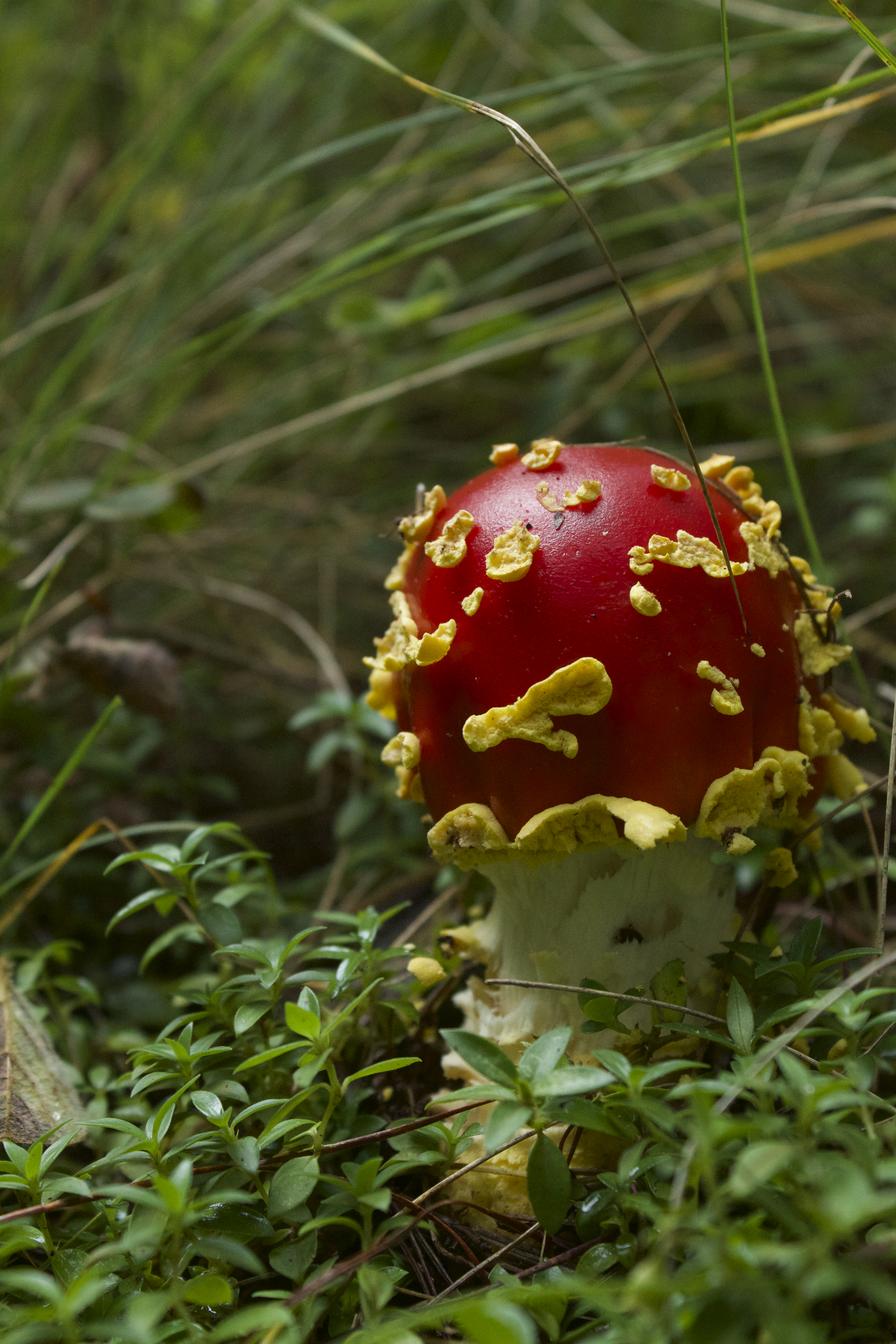
Amanita muscaria var. flavivolvata (especie invasora)

Similar al caso anterior, existen tipos de especies introducidas, teniendo así a hongos exóticos e invasores. Los primeras son aquellos de los que se reconoce su desarrollo fuera de sus límites originales, pero se desconocen sus efectos sobre la funga nativa, mientras que los segundos corresponden a especies que causan un daño en la comunidad autóctona de hongos.[36] Un ejemplo de especie fúngica exótica puede encontrarse en Aureoboletus projectellus, la cual es nativa de Norteamérica, y recientemente se ha dispersado hasta Europa Central, distribuyéndose cada vez más rápido en esta región, pero aún no se han evaluado los efectos de esto los bosques de la zona.[37] En cuanto a hongos invasores, una de las especies más notables es Amanita muscaria, la cual aun cuando se considera como una especie cosmopolita, se identifica como introducida en Sudamérica y Oceanía, existiendo evidencia de que su presencia tiene efectos adversos para la funga nativa de los bosques de encino de Colombia[38] y Nueva Zelanda.[39]   - Aureoboletus projectellus (especie exótica)
  - Amanita muscaria var. flavivolvata (especie invasora)

## Importancia en materia de conservación
La conservación biológica enfocada a la funga tiene sus orígenes en 1985, cuando en Noruega se forma el Consejo Europeo para la Conservación de los Hongos (ECCF), lo cual devino en la proposición de listados rojos para los hongos de este continente, y consecuentemente en el inicio y desarrollo de estos esfuerzos en países de otros continentes, principalmente Chile. No obstante, la evaluación de especies de hongos en riesgo se ha visto estancada por el simple hecho de que los planes de conservación gubernamentales y legislaciones políticas ambientales mencionan solamente a la Flora y Fauna, incluyendo a los hongos dentro de los planes de protección florística, o en su defecto, solo hablan sobre protección de la "vida silvestre", que suele malinterpretarse como únicamente vertebrados. Es así como la ausencia histórica de un término específico para la diversidad de hongos generó un rezago en su protección, pues su inclusión dentro de un marco al cual no pertenecen hizo que un alto número de especies amenazadas pasaran desapercibidas por un largo tiempo, evidenciado esto en el hecho de que hasta el 2015, solamente una especie de macromiceto (Pleurotus nebrodensis) estaba incluida dentro de la List Roja de la IUCN.
Es por lo anterior que el sencillo hecho de promover este término, funga, resulta sumamente poderoso para encaminar una revolución en la protección de hongos, ya que puede ser un detonante para que se efectúen cambios en materia política y educativa en pro de los hongos, y facilita que se les de notoriedad, evitando así que pasen desapercibidos en nuevas decisiones en materia ambiental.